# Capulín (Colorado)
El Capulín en un lugar designado por el censo y oficina postal del condado de Conejos en el estado de Colorado en los Estados Unidos de América. El código postal de Capulín es el 81124. La población de acuerdo con el censo de los Estados Unidos de América del 2010 era de 200 habitantes.

## Historia
El pueblo del Capulín fue establecido por colonos de Ojo Caliente, Nuevo México en 1867. El Capulín es una palabra regional para denominar al capulí El puesto postal del Capulín abrió el 10 de agosto de 1881.

## Geografía
El Capulín está localizado en la siguiente coordenada 37°17′02″N 106°06′40″O / 37.28389, -106.11111.